# GSh-30-2 (機関砲)

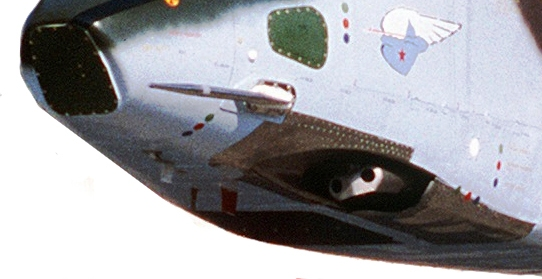
Su-25の機首部分に搭載されたGSh-30-2の砲口部
機体中心線から見て左側に装備されている

GSh-30-2（ロシア語: ГШ-30-2）またはGSh-2-30は、ロシア製航空機に装備される複砲身航空機関砲である。
GRAUによる名称は9A-623。

## 概要
この火砲はGSh-30-1と同系統ではなく、GSh-23と同様にガスト式駆動方式を用いたものである。
連射速度はおよそ3,000発/分。砲身長は1,500mmで、装甲貫徹力などに優れた劣化ウラン弾の発射能力を持つ。
Su-25およびIl-102（試作のみ）攻撃機の固定武装とされたほか、ほかの機種にもガンポッドを用いて外付けする事が可能である。
派生系として、砲身に水冷式の冷却機構を追加装備して砲身長を2,400mmに延長し、発射レートを可変化したGSh-30-2Kがある。こちらを搭載するものにはMi-24Pの後期型がある。

## 性能諸元
GSh-30-2
- 設計者：KBP設計局
- 形式：複砲身機関砲
- 口径：30x165mm, 電気雷管
- 動作方式：ガスト式
- 長さ：2,040mm
- 総重量：115kg
- 発射レート：3,000rpm
- 銃口初速：880-890m/s
- 弾体重量t：386-404g

GSh-30-2K
- 設計者：KBP設計局
- 形式：複砲身機関砲
- 口径：30x165mm, 電気雷管
- 動作方式：ガスト式
- 長さ：2,944mm
- 総重量：126kg
- 発射レート：300-2,460rpm
- 銃口初速：960m/s
- 弾体重量t：386-404g